# Clite
Clite (en grec antic Κλείτη), va ser, segons la mitologia grega, una filla de l'endeví Mèrops, de Percote, a Misia.
De molt jove, es va casar amb Cízic, rei a la ciutat del mateix nom. El rei va morir a mans de Jàson, molt poc temps després del seu casament, quan els argonautes van desembarcar al país, perquè els dolions, els seus súbdits, els van confondre amb pirates i hi van entaular una batalla. Clite, desesperada per la mort del seu marit, es va penjar.